# Kajdacs
Kajdacs là một thị trấn thuộc hạt Tolna, Hungary. Thị trấn này có diện tích 37,73 km², dân số năm 2010 là 1283 người, mật độ 34 người/km².